# کورتومرک
شهر کورتومرک (به فرانسوی: Kortemark) در شهرستان دیکسمویید در استان فلاندری غربی در منطقه فلاندری در کشور بلژیک واقع شده‌است.